# Championnats d'Afrique de triathlon cross
Les championnats d'Afrique de triathlon cross  sont organisés pour la première fois en 2012.  Ces épreuves sont organisées par la fédération africaine de triathlon et relèvent des championnats continentaux de la World Triathlon.

## Palmarès

### Hommes
| Année | Lieu                           | Médaille d'or | Temps           | Médaille d'argent | Temps           | Médaille de bronze     | Temps           |
| ----- | ------------------------------ | ------------- | --------------- | ----------------- | --------------- | ---------------------- | --------------- |
| 2024  | Chebba (Tunisie)               | Annulé        | Annulé          | Annulé            | Annulé          | Annulé                 | Annulé          |
| 2014  | Buffelspoort (Afrique du Sud)  | Theo Blignaut | 1 h 50 min 9 s  | Aidan Nugen       | 1 h 54 min 5 s  | Matthew Daneel         | 1 h 55 min 16 s |
| 2012  | Hartbeespoort (Afrique du Sud) | Nico Sterk    | 1 h 40 min 38 s | Rudolf Naudé      | 1 h 41 min 17 s | Phillipe van der Leeuw | 1 h 53 min 12 s |

### Femmes
| Année | Lieu                           | Médaille d'or       | Temps           | Médaille d'argent | Temps           | Médaille de bronze | Temps           |
| ----- | ------------------------------ | ------------------- | --------------- | ----------------- | --------------- | ------------------ | --------------- |
| 2024  | Chebba (Tunisie)               | Annulé              | Annulé          | Annulé            | Annulé          | Annulé             | Annulé          |
| 2014  | Buffelspoort (Afrique du Sud)  | Carla van Huyssteen | 2 h 7 min 15 s  | Carlyn Fischer    | 2 h 10 min 59 s | Sylvia van Tromp   | 2 h 12 min 53 s |
| 2012  | Hartbeespoort (Afrique du Sud) | Carla van Huyssteen | 1 h 47 min 41 s | Susan Sloan       | 1 h 53 min 16 s | Sylvia van Tromp   | 1 h 54 min 44 s |